# Lepidanthrax hyposcelus
Lepidanthrax hyposcelus är en tvåvingeart som beskrevs av Hall 1976. Lepidanthrax hyposcelus ingår i släktet Lepidanthrax och familjen svävflugor. Inga underarter finns listade i Catalogue of Life.